# Compromisul croato-maghiar
Compromisul croato-maghiar (în croată Hrvatsko-Ugarska nagodba, în maghiară horvát-magyar kiegyezés, în germană Ungarisch-Kroatische Ausgleich), apărut în urma Compromisului austro-ungar din 1867, a fost încheiat în 1868 și a reglementat autonomia Regatului Croației și Slavoniei în cadrul jumătății maghiare a Dublei Monarhii.